# Jørgen Johansen
Jørgen Andreas Poul Johansen (* 24. Juni 1905 in Uummannaq; † unbekannt) war ein grönländischer Landesrat.

## Leben
Jørgen Johansen war der Sohn des Jägers Karl Jacob Knud Johansen und seiner Frau Karen Sofie Sara Simeonsen. Am 1. Mai 1927 heiratete er in Uummannaq die Hebamme Sofie Ane Dorthe Brønlund (1906–?), Tochter des Jägers Johan Karl Jeremias Brønlund und seiner Frau Justa Judithe Sara Tobiassen. Beide waren die Eltern von Hans Johansen (1928–?). Er war Jäger in Uummannaq und wurde für die Legislaturperiode von 1933 bis 1938 in den nordgrönländischen Landesrat gewählt.